# Adam Tadeusz Wieniawski
Pour les articles homonymes, voir Wieniawski.
Adam Tadeusz Wieniawski, né le 27 novembre 1879 à Varsovie, (Royaume du Congrès), province de l’empire russe, et mort le 21 avril 1950 à Bydgoszcz, est un pédagogue et compositeur polonais. Il était le neveu d'Henryk Wieniawski, le célèbre violoniste et de Józef Wieniawski. Il fut à l'initiative des concerts en l'honneur de Stanisław Moniuszko ainsi que du Concours international de violon Henryk Wieniawski, et a présidé au jury du Concours international de piano Frédéric-Chopin de 1932 et 1937.

## Biographie
Il a étudié à Varsovie avec Henryk Melcer-Szczawiński, puis à Berlin avec Woldemar Bargiel et enfin à Paris avec Vincent d'Indy, Gabriel Fauré et André Gedalge. 
Pendant la Première Guerre mondiale, il a servi dans l'armée française dans une Ambulance chirurgicale automobile russe , . Les Ambulances Russes aux Armées Françaises, sont dirigées par le colonel Dimitri d'Osnobichine, Adam de Wieniawski en est le secrétaire général,. L'encadrement est constitué par des officiers français, le corps médical est souvent français, mais une grande partie des personnels, dont les chauffeurs, est composée de russes résidents en France dès avant guerre, engagés dans la Légion Étrangère.  
En 1918, il revient à Varsovie et enseigne à l'École de musique Chopin, dont il devient directeur en 1928.

## Œuvres
Adam Tadeusz Wieniawski a composé des opéras, des ballets, de la musique symphonique, de la musique de chambre, des pièces pour piano, des arrangements de chants traditionnels.

### Opéras
- Megaië (1910, Varsovie, le 28 décembre 1912)
- Zofka, opéra-comique (1923)
- Wyzwolony « L'Homme libéré » (Varsovie, le 5 juillet 1928)
- Król Kochanek « Le Roi pour amant », comédie musicale (Varsovie, le 19 mars 1931)

### Ballets
- Lalita (1922)
- Aktea w Jerozolimie « Actée à Jérusalem » (Varsovie, le 4 juin 1927)

### Musique Symphonique
- Bajeczki « Potins », sinfonietta

### Musique de film
- Straszny dwór (1936) de Leonard Buczkowski.